# David Nemirovsky
David Semenovich Nemirovsky (en russe : Дэвид Немировски ; né le 1er août 1976) est un ancien attaquant professionnel canadien de hockey sur glace.

## Carrière de joueur
Nemirovsky est né dans la ville de Toronto, au Canada, et est d'origine russe. Dans sa jeunesse, il a joué dans le Tournoi international de hockey pee-wee de Québec en 1990 avec une équipe mineure de hockey sur glace de Wexford, à Toronto.
Nemirovsky a été repêché 84e au total par l'équipe des Panthers de la Floride de la Ligue nationale de hockey (LNH) lors du repêchage d'entrée dans la LNH de 1994.  Sélectionné parmi l'équipe des 67 d'Ottawa de la Ligue de hockey de l'Ontario, il a ensuite joué pendant quatre saisons avec la Floride, jouant 91 joutes pour les Panthers et marquant 16 buts et 22 passes pour un total de 38 points , il a également écopé près de 42 minutes de pénalité en total.
Il a joué pour l'équipe Canada aux Jeux Maccabiah de 1997 en Israël, remportant avec l'équipe une médaille d'or.
Nemirovsky a ensuite passé trois saisons avec les Maple Leafs de St. John's dans la Ligue américaine de hockey avant de déménager en Europe. Après de courts séjours en Suède et en Russie, il a passé deux saisons en Finlande avant de retourner en Russie en 2003. En 2010, il joue avec le CSKA Moscou. Nemirovsky est sorti de sa retraite et a signé avec le CSKA Moscou de la KHL en 2013.

## Carrière de dirigeant et de coach
Après sa retraite après une carrière en tant que joueur de 18 années, Nemirovsky est resté en Russie et s'est lancé dans la gestion du hockey en acceptant le rôle de directeur sportif à l'âge de 38 ans pour l'amiral Vladivostok de la KHL de 2015 à 2018.
Le 7 mai 2018, Nemirovsky a été nommé entraîneur en chef de l'équipe du Torpedo Nizhny Novgorod de la KHL à partir de la saison 2018-2019.

## Statistiques de carrière
| 1991–92    | Western Dukes           | MetJHL     | 23  | 6  | 13 | 19  | 2   | —  | —  | —  | —  | —  |
| 1991–92    | Pickering Panthers      | MetJHL     | 14  | 3  | 10 | 13  | 5   | —  | —  | —  | —  | —  |
| 1992–93    | North York Rangers      | MetJHL     | 40  | 19 | 23 | 42  | 27  | —  | —  | —  | —  | —  |
| 1993–94    | Ottawa 67's             | OHL        | 64  | 21 | 31 | 52  | 18  | 17 | 10 | 10 | 20 | 2  |
| 1994–95    | Ottawa 67's             | OHL        | 59  | 27 | 29 | 56  | 25  | —  | —  | —  | —  | —  |
| 1995–96    | Sarnia Sting            | OHL        | 28  | 18 | 27 | 45  | 14  | 10 | 8  | 8  | 16 | 6  |
| 1995–96    | Carolina Monarchs       | AHL        | 5   | 1  | 2  | 3   | 0   | —  | —  | —  | —  | —  |
| 1995–96    | Florida Panthers        | NHL        | 9   | 0  | 2  | 2   | 2   | —  | —  | —  | —  | —  |
| 1996–97    | Florida Panthers        | NHL        | 39  | 7  | 7  | 14  | 32  | 3  | 1  | 0  | 1  | 0  |
| 1996–97    | Carolina Monarchs       | AHL        | 34  | 21 | 21 | 42  | 18  | —  | —  | —  | —  | —  |
| 1997–98    | Florida Panthers        | NHL        | 41  | 9  | 12 | 21  | 8   | —  | —  | —  | —  | —  |
| 1997–98    | New Haven Beast         | AHL        | 29  | 10 | 15 | 25  | 10  | 1  | 1  | 0  | 1  | 0  |
| 1998–99    | Fort Wayne Komets       | IHL        | 44  | 22 | 13 | 35  | 24  | —  | —  | —  | —  | —  |
| 1998–99    | Florida Panthers        | NHL        | 2   | 0  | 1  | 1   | 0   | —  | —  | —  | —  | —  |
| 1998–99    | St. John's Maple Leafs  | AHL        | 22  | 3  | 9  | 12  | 18  | 5  | 4  | 1  | 5  | 0  |
| 1999–00    | St. John's Maple Leafs  | AHL        | 57  | 18 | 25 | 43  | 69  | —  | —  | —  | —  | —  |
| 2000–01    | St. John's Maple Leafs  | AHL        | 9   | 1  | 2  | 3   | 10  | —  | —  | —  | —  | —  |
| 2000–01    | HV71                    | SEL        | 26  | 7  | 11 | 18  | 45  | —  | —  | —  | —  | —  |
| 2001–02    | Lokomotiv Yaroslavl     | RSL        | 10  | 2  | 2  | 4   | 4   | —  | —  | —  | —  | —  |
| 2001–02    | Ilves                   | SM-l       | 20  | 12 | 18 | 30  | 34  | 3  | 1  | 0  | 1  | 8  |
| 2002–03    | Ilves                   | SM-l       | 20  | 9  | 8  | 17  | 24  | —  | —  | —  | —  | —  |
| 2002–03    | Jokerit                 | SM-l       | 36  | 9  | 15 | 24  | 14  | 9  | 1  | 2  | 3  | 6  |
| 2003–04    | Khimik Voskresensk      | RSL        | 16  | 3  | 3  | 6   | 2   | —  | —  | —  | —  | —  |
| 2003–04    | Ak Bars Kazan           | RSL        | 38  | 12 | 6  | 18  | 12  | 8  | 1  | 1  | 2  | 2  |
| 2004–05    | Ak Bars Kazan           | RSL        | 8   | 0  | 0  | 0   | 2   | —  | —  | —  | —  | —  |
| 2004–05    | SKA Saint Petersburg    | RSL        | 32  | 6  | 4  | 10  | 6   | —  | —  | —  | —  | —  |
| 2005–06    | CSKA Moscow             | RSL        | 45  | 9  | 9  | 18  | 42  | 7  | 3  | 1  | 4  | 8  |
| 2006–07    | CSKA Moscow             | RSL        | 47  | 14 | 14 | 28  | 32  | 12 | 2  | 1  | 3  | 6  |
| 2007–08    | SKA Saint Petersburg    | RSL        | 53  | 15 | 13 | 28  | 40  | 9  | 2  | 1  | 3  | 36 |
| 2008–09    | SKA Saint Petersburg    | KHL        | 43  | 13 | 14 | 27  | 30  | 3  | 1  | 0  | 1  | 4  |
| 2009–10    | Barys Astana            | KHL        | 47  | 15 | 14 | 29  | 28  | 3  | 1  | 0  | 1  | 0  |
| 2010–11    | HC Dinamo Minsk         | KHL        | 16  | 2  | 6  | 8   | 2   | —  | —  | —  | —  | —  |
| 2010–11    | CSKA Moscow             | KHL        | 2   | 0  | 0  | 0   | 0   | —  | —  | —  | —  | —  |
| 2010–11    | Mighty Dogs Schweinfurt | Ger.4      | 2   | 4  | 2  | 6   | 0   | 3  | 4  | 5  | 9  | 18 |
| 2013–14    | CSKA Moscow             | KHL        | 16  | 0  | 0  | 0   | 6   | —  | —  | —  | —  | —  |
| LNH totals | LNH totals              | LNH totals | 91  | 16 | 22 | 38  | 42  | 3  | 1  | 0  | 1  | 0  |
| RSL totals | RSL totals              | RSL totals | 249 | 61 | 51 | 112 | 140 | 36 | 8  | 4  | 12 | 52 |
| KHL totals | KHL totals              | KHL totals | 124 | 30 | 34 | 64  | 66  | 6  | 2  | 0  | 2  | 4  |